# リセット (2011年の映画)
『リセット』（Bringing Up Bobby）は、女優ファムケ・ヤンセンが初監督（兼脚本・製作）を務めた作品。
第64回カンヌ国際映画祭にてプレミア。

## キャスト
| 役名     | 俳優                   | 日本語吹替 |
| -------- | ---------------------- | ---------- |
| オリーブ | ミラ・ジョヴォヴィッチ |            |
| ケント   | ビル・プルマン         |            |
| ウォルト | ロリー・コクレーン     |            |
| メアリー | マーシャ・クロス       |            |
| ボビー   | スペンサー・リスト     |            |